# Ettenheim
Ettenheim is een plaats in de Duitse deelstaat Baden-Württemberg, en maakt deel uit van het Ortenaukreis.
Ettenheim telt 13.500 inwoners.

## Geografie
Ettenheim heeft een oppervlakte van 48,90 km² en ligt in het zuidwesten van Duitsland.

## Historie
Tot 1803 maakte Ettenheim deel uit van het prinsbisdom Straatsburg. In 1803 werd het gebied van het bisdom Straatsburg, dat gelegen was op de rechter Rijnoever bij Baden gevoegd als vorstendom Ettenheim.
In 1803 stierf hier Lodewijk René Eduard de Rohan, prins-aartsbisschop van Straatsburg, grootaalmoezenier van Frankrijk. Hij was gevlucht voor de revolutie, en werd in de Sint-Bartolomaeuskerk bijgezet.
In 1976 jumeleerde het stadje met de Belgische gemeente Avelgem.
Achern ·
Appenweier ·
Bad Peterstal-Griesbach ·
Berghaupten ·
Biberach ·
Durbach ·
Ettenheim ·
Fischerbach ·
Friesenheim ·
Gengenbach ·
Gutach (Schwarzwaldbahn) ·
Haslach im Kinzigtal ·
Hausach ·
Hofstetten ·
Hohberg ·
Hornberg ·
Kappel-Grafenhausen ·
Kappelrodeck ·
Kehl ·
Kippenheim ·
Lahr/Schwarzwald ·
Lauf ·
Lautenbach ·
Mahlberg ·
Meißenheim ·
Mühlenbach ·
Neuried ·
Nordrach ·
Oberharmersbach ·
Oberkirch ·
Oberwolfach ·
Offenburg ·
Ohlsbach ·
Oppenau ·
Ortenberg ·
Ottenhöfen im Schwarzwald ·
Renchen ·
Rheinau ·
Ringsheim ·
Rust ·
Sasbach ·
Sasbachwalden ·
Schuttertal ·
Schutterwald ·
Schwanau ·
Seebach ·
Seelbach ·
Steinach ·
Willstätt ·
Wolfach ·
Zell am Harmersbach